# Герасимов Вадим Сергійович
Вадим Сергійович Герасимов (рос. Вадим Сергеевич Герасимов; 11 серпня, 1985, Котельниково, РРФСР — 8 березня 2022, Україна) — російський офіцер, підполковник ЗС РФ. Герой Російської Федерації.

## Біографія
Після закінчення середньої школи № 2 в Котельниково вступив в Московське вище загальновійськове командне училище. Згодом закінчив академію Генштабу. 
Проходив службу в Ленінградській області на посаді командира батальйону, також служив на Північному Кавказі. Проходив навчання в академії Збройних Сил РФ ім. М. В. Фрунзе. 
Учасник вторгнення в Україну. Командир мотострілецького батальйону 138-ї окремої гвардійської мотострілецької бригади 6-ї загальновійськової армії Західного військового округу. Загинув у бою.
Спочатку був похований місцевими жителями у Золочівському районі Харківської області в безіменній могилі, а вже в кінці травня 2022 року українські правоохоронці викопали могилу для ідентифікації померлого та його подальшої передачі росіянам.
9 червня 2022 року в Котельниково відбулось прощання з Герасимовим.

## Нагороди
- Орден Мужності
- Герой Російської Федерації (2022, посмертно)[2][3]

Нагороди Герасимова вручив його дружині Анастасії представник Міністерства оборони генерал-майор Ігор Кремльов.